# Tour des Flandres 1957
Le Tour des Flandres 1957 est la 41e édition du Tour des Flandres. La course a lieu le 31 mars 1957, avec un départ et une arrivée à Wetteren sur un parcours de 240 kilomètres. 
Le vainqueur final est le coureur belge Fred de Bruyne, qui s’impose au sprint à Wetteren. Les Belges Jef Planckaert et Norbert Kerckhove complètent le podium. 

## Classement final
|    | Coureur           | Pays     | Équipe                            | Temps           |
| -- | ----------------- | -------- | --------------------------------- | --------------- |
| 1  | Fred de Bruyne    | Belgique | Carpano-Coppi                     | 5 h 58 min 00 s |
| 2  | Jef Planckaert    | Belgique | Peugeot-BP                        | m. t.           |
| 3  | Norbert Kerckhove | Belgique | Faema-Guerra                      | m. t.           |
| 4  | Nicolas Barone    | France   | Saint Raphael-Geminiani-Quinquina | m. t.           |
| 5  | Yvo Molenaers     | Belgique | Plume Sport                       | m. t.           |
| 6  | Gastone Nencini   | Italie   | Leo-Chlorodont                    | m. t.           |
| 7  | Seamus Elliott    | Irlande  | Helyett-Potin                     | m. t.           |
| 8  | Frans Schoubben   | Belgique | Peugeot-BP                        | m. t.           |
| 9  | Agostino Coletto  | Italie   | Carpano-Coppi                     | m. t.           |
| 10 | Désiré Keteleer   | Belgique | Carpano-Coppi                     | m. t.           |